# Entrecasteaux
Entrecasteaux este o comună în departamentul Vaucluse din sud-estul Franței. În 2009 avea o populație de 1.041 de locuitori.

## Evoluția populației
| An        | 1975 | 1982 | 1990 | 1999 | 2006  | 2009  |
| --------- | ---- | ---- | ---- | ---- | ----- | ----- |
| Populație | 472  | 527  | 709  | 863  | 1.016 | 1.041 |